# Silick
Silick est un village du Sénégal situé en Basse-Casamance. Il fait partie de la communauté rurale de Sindian, dans l'arrondissement de Sindian, le département de Bignona et la région de Ziguinchor.
Lors du dernier recensement (2002), la localité comptait 399 habitants et 55 ménages.